# Reprodução e gravidez na ficção especulativa
Porque a ficção especulativa explora as variantes de reprodução, bem como possíveis futuros, os autores têm, muitas vezes, explorado questões sociais, políticas, tecnológicas e as consequências biológicas da gravidez e a reprodução.

## Temas
Como no mundo real a reprodução com tecnologia tem avançado, obras de FE tornaram-se cada vez mais interessadas em representar modos alternativos de reprodução. Entre os temas de usos da gravidez e reprodução frequentemente encontrados na ficção científica são:
- Outros modos de reprodução sexual;[1]
- Reprodução partenogênica;[1]
- Reprodução inter-espécies;
- o uso da tecnologia na reprodução ;[2][3]
- questões de gênero e os interesses políticos em torno de reprodução;
- Infertilidade em grande escala;
- temas de horror relacionados ao parasitismo e a escravidão.
- Política de gênero.

O fenômeno da gravidez em si tem sido objecto de inúmeras obras, tanto de forma direta e metaforicamente. Estas obras podem referir-se a gravidez de parasitismo ou de escravidão, ou simplesmente usar a gravidez como um forte contraste com horror. Por exemplo, no filme o Bebê de Rosemary (1968) (baseado no romance de 1967 por Ira Levin) uma mulher é levada a uma gravidez satânica por seu marido.

### Híbridos aliens-humanos
Inter-espécies reprodução e híbridos humanos-aliens, ocorrem na ficção científica com frequência, e as mulheres sendo engravidas por estrangeiros é um tema comum no horror, incluindo I Married a Monster from Outer Space, Village of the Damned, Xtro, e Inseminoid. O tema já foi parodiado, tais como o soft porn Wham Bang! Obrigado Mister Spaceman. às vezes são usados como metáforas para a ansiedade social sobre miscigenação ou hibridação, e outras vezes, para explorar os limites da humanidade.
Em Alien a Ressurreição, filme de 1997, Ellen Ripley tem sido clonada para facilitar o estudo do embrião da rainha alien, com o qual ela foi implantado Na trilogia Lilith's Brood (1987, 1988, 1989), de Octavia E. Butler, fêmeas alienígenas e humanas, são impregnadas com o DNA de homens, pelo alienígena intermediário-do sexo dos indivíduos, em "fivesomes".

### Aliens
Ursula K. Le Guin, em The Left Hand of Darkness, de 1969, retrata o choque cultural entre um terráqueo e os andróginos habitantes do planeta Gethen, que são capazes de mudar de sexo.
No romance de 1972 The Gods Themselves, Isaac Asimov retrata uma espécie alienígena de um universo paralelo composta por duas espécies, os Suaves (que são subdivididos em Emocionais, Parentais e Racionais) e os Duros, sendo que a interação sexual entre os Suaves se dá em tríade.

## Reprodução e tecnologia
Ficção especulativa em tecnologia de reprodução pode envolver clonagem e ectogenesis, isto é, reprodução artificial, ou tecnologias imaginárias.
A parte da metade dá década de 2000 tem surgido filmese outras obras de ficção, representando lutas emocionais de tecnologia de reprodução assistida, na realidade contemporânea em vez de ser especulação.

## Infertilidade em grande escala ou crescimento da população
A fertilidade e a reprodução têm sido frequentes usada para exame das preocupações sobre o impacto do ambiente e da reprodução sobre o futuro da humanidade ou de uma civilização. Por exemplo, The Children of Men por P. D. James é apenas uma das muitas obras que têm considerado as implicações globais infertilidade; Make Room! Make Room! por Harry Harrison é um dos muitos trabalhos que analisaram o inverso, as implicações de uma enorme população humana. Inúmeras outras obras, tais como Venus Plus X e More Than Human por Theodore Sturgeon examinar o futuro da humanidade e como ela evolui, ou programas particulares de reprodução.

## Política e políticas de gênero
Gravidez e controle da reprodução humana têm sido frequentemente utilizados como proxies para o tratamento de questões de gênero ou temas mais gerais de controle social; obras que lidar com a gravidez e a reprodução humana também tem sido utilizado para explorar as políticas de gênero. Por exemplo, "Gravidez masculina" tem sido usado para efeito de comédia na literatura e filmes mainstream como Junior (filme de 1994, dir. Ivan Reitman), e tem desenvolvido um gênero de fanfic — "m-preg".
O gênero de ficção científica feminista tem explorado reprodução de único-sexo em profundidade, particularmente partenogênese, bem como controle de gênero sobre a capacidade e o direito de se reproduzir. Existe também numerosas distopias sobre controle do estado n a reprodução, o aborto e controle de natalidade, como o  The Handmaid's Tale de Atwood, ou sua curta história, "Freeforall". Estes trabalhos têm sido muitas vezes analisados como explorações de debates políticos contemporâneos sobre a reprodução e gravidez.